# Brodeslavy
Brodeslavy (dříve Prodeslav, německy Prodeslad) jsou obec v okrese Plzeň-sever v Plzeňském kraji. Leží šest kilometrů jihovýchodně od Kralovic. V obci žije 76 obyvatel. Obec je součástí Mikroregionu Kralovicko.

## Historie
Ves je prvně zmiňována již roku 1144 a její historie je spjata s dějinami plaského cisterciáckého kláštera, mezi jehož statky patřila až do začátku husitských válek roku 1419. Plaská klášterní kronika byly Brodeslavy vysazeny opatem Jakubem roku 1344 právem zákupním klášternímu úředníku Mikuláši. Král Zikmund zapisuje roku 1420 část majetku kláštera bratřím Hanušovi a Bedřichovi z Kolovrat na Libštejně a na Krašově.
Po smrti Bedřicha z Kolovrat v roce 1432 získává Brodeslavy Hanuš, který je drží až do své smrti v roce 1450. Jeho syn a dědic Hanuš II. z Kolovrat, toho času probošt kapituly pražské a administrátor arcibiskupství, roku 1480 postupuje Brodeslavy s dalšími vesnicemi a polovinou městečka Kralovic nazpět plaskému klášteru za 1 600 kop.
Pro velké dávky vymáhané na klášteru na válku s Turky byl opat Bohuslav nucen zastavit Brodeslavy roku 1545 Kateřině ze Solopysk, matce a poručnici Viléma Svitáka ml. z Landštejna. Od roku 1559 se Brodeslavy stávají součástí kaceřovského panství mocného Floriána Gryspeka. Do majetku kláštera se vrací po konfiskaci majetku Gryspeků v roce 1623. V soupisu poddaných z roku 1651 je připomínána rodina Říhy Běšinky, Šimona Hány, Jíry Ziunky, Jiříka Sekery, Jana Papouška, Víta Unfrieda a podruhyně Schmalczkegklová a pastýř Hans. Ves zůstává v držení kláštera až do jeho zrušení Josefem II. v roce 1785, kdy přešla do správy náboženského fondu.
Na začátku roku 1924 byla ves přejmenována na Brodeslavy. Ve třicátých letech 20. století fungovala na okraji vsi cihelna.

## Obyvatelstvo
| Rok            | 1869 | 1880 | 1890 | 1900 | 1910 | 1921 | 1930 | 1950 | 1961 | 1970 | 1980 | 1991 | 2001 | 2011 | 2021 |
| -------------- | ---- | ---- | ---- | ---- | ---- | ---- | ---- | ---- | ---- | ---- | ---- | ---- | ---- | ---- | ---- |
| Počet obyvatel | 129  | 156  | 130  | 133  | 152  | 163  | 140  | 132  | 95   | 71   | 74   | 79   | 78   | 76   | 67   |
| Počet domů     | 25   | 27   | 26   | 27   | 28   | 28   | 30   | 31   | 28   | 27   | 24   | 31   | 32   | 26   | 34   |

## Obecní správa
Mezi lety 1850–1899 patřily Brodeslavy jako osada obce k Všehrdům v okrese Kralovice. V letech 1900–1960 byly obcí v okrese Kralovice (1900–1930), posléze v okrese Plasy (1950) a později v okrese Plzeň-sever. V letech 1961–1990 patřily jako část obce ke Kozojedům a od 24. listopadu 1990 jsou opět samostatnou obcí.

### Obecní symboly
Znak a vlajka byly obci uděleny rozhodnutím předsedy Poslanecké sněmovny Parlamentu České republiky dne 25. března 2005.

## Zajímavosti
V centru vsi je malý rybník a obdélná kaplička z roku 1877 se dvěma věžičkami. Vsí protéká Brodeslavský potok.

## Okolí
Brodeslavy sousedí s vesnicí Všehrdy na severovýchodě, hospodářským dvorem Rohy a vsí Bohy na jihovýchodě, Kozojedy na jihu a Hodyní a Dřevcem na severozápadě. Východně od obce se na levém břehu Berounky rozkládá přírodní park Hřešihlavská, jižněji pak přírodní park Horní Berounka.